# ALICE (expérience)
Pour les articles homonymes, voir ALICE.

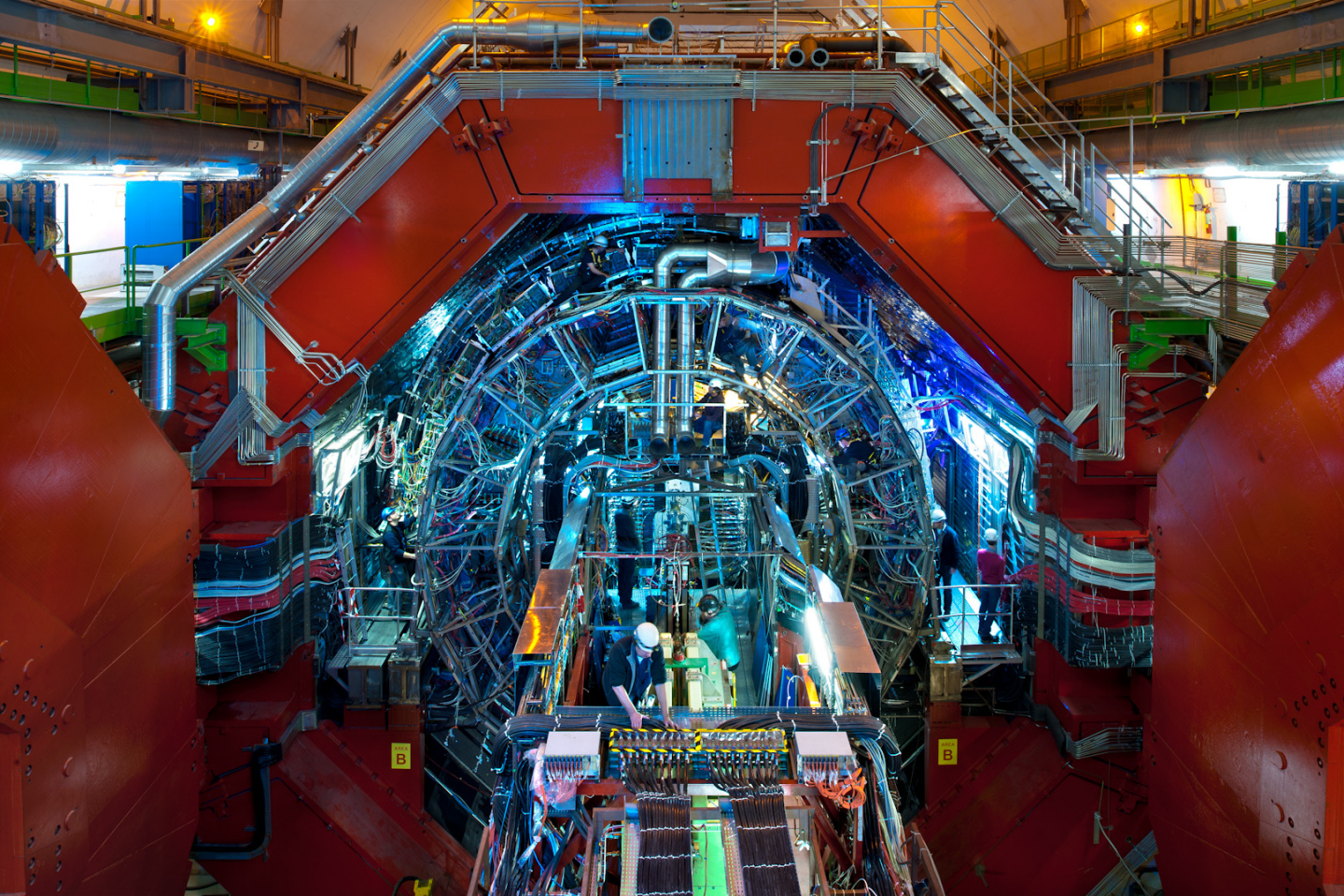
Vue globale du détecteur Alice.

ALICE (A Large Ion Collider Experiment) est l'une des huit expériences de détection du Grand collisionneur de hadrons du CERN. Les sept autres sont : ATLAS, CMS, TOTEM, LHCb, LHCf, MoEDAL et FASER.
Ce détecteur mesure 16 mètres de haut et 26 mètres de long, sa masse est de 10 000 tonnes.
Elle est destinée à l'étude du plasma quark-gluon, qu'elle obtiendra par collision d'ions lourds.
L'expérience ALICE, menée au LHC, vise avant tout à percer le mystère de la matière chaude et dense créée brièvement lors des collisions d'ions lourds aux hautes énergies. La détection des muons produits lors des désintégrations de particules contenant des quarks lourds devraient permettre d'éclaircir la question. Aussi le spectromètre à muons joue-t-il un rôle clé dans le détecteur d'ALICE. Les conditions dans lesquelles s'opèrent les collisions d'ions lourds imposent des contraintes particulières à la conception du spectromètre, du point de vue de son emplacement, des absorbeurs utilisés pour arrêter les hadrons, de l'ouverture de l'aimant et des détecteurs requis pour traquer les particules et assurer le déclenchement du système pour muons.
La collaboration regroupe plus de 1 000 physiciens issus de 111 laboratoires et universités différents dans 31 pays dont le CNRS.